# Soldatenfriedhof
Ein Soldatenfriedhof (auch: Ehrenfriedhof, veraltet: Gefallenenfriedhof) ist eine Grabstätte, auf der während eines Krieges gefallene Soldaten beerdigt sind. Soldatenfriedhöfe sind als militärische Ausprägung einer Kriegsgräberstätte geschützt.
Soldatenfriedhöfe liegen nicht immer am eigentlichen Kriegsschauplatz. Manche dieser Anlagen sind abgetrennte Gräberfelder innerhalb ziviler Friedhöfe. Oft finden sich Soldatengräber auch im räumlichen Zusammenhang mit Kriegsgefangenenlagern oder Lazaretten. Gefallene wurden auch teilweise in ihre Heimat überführt und dort auf Ehrenfriedhöfen bestattet. Nach britischer Tradition können auch Schiffswracks als war grave (englisch, wörtlich übersetzt Kriegsgrab) deklariert werden und erhalten dadurch den besonderen Schutzstatus der Genfer Konventionen.
Der Grund des Sprachwandels vom Soldatenfriedhof zur Kriegsgräberstätte in den vergangenen Jahrzehnten ist, dass ein großer Teil der Bestatteten keineswegs Kombattanten und Opfer unmittelbarer militärischer Kampfhandlungen waren, sondern an den unmenschlichen Bedingungen der Lagerhaft, etwa in Kriegsgefangenschaft, starben. Hinzu kommen zivile Tote durch Bombenangriffe und die Opfer von Zwangsarbeit in der Zeit des Nationalsozialismus.
Galten Soldatengräber vielen Menschen früher als Ort des „Heldengedenkens“, werden heute Kriegsgräberstätten von der Mehrheit der Europäer als Orte der Mahnung für Frieden und gegen Krieg und Gewalt betrachtet – besonders wegen der Erfahrungen des Ersten und Zweiten Weltkrieges mit Millionen von Toten.

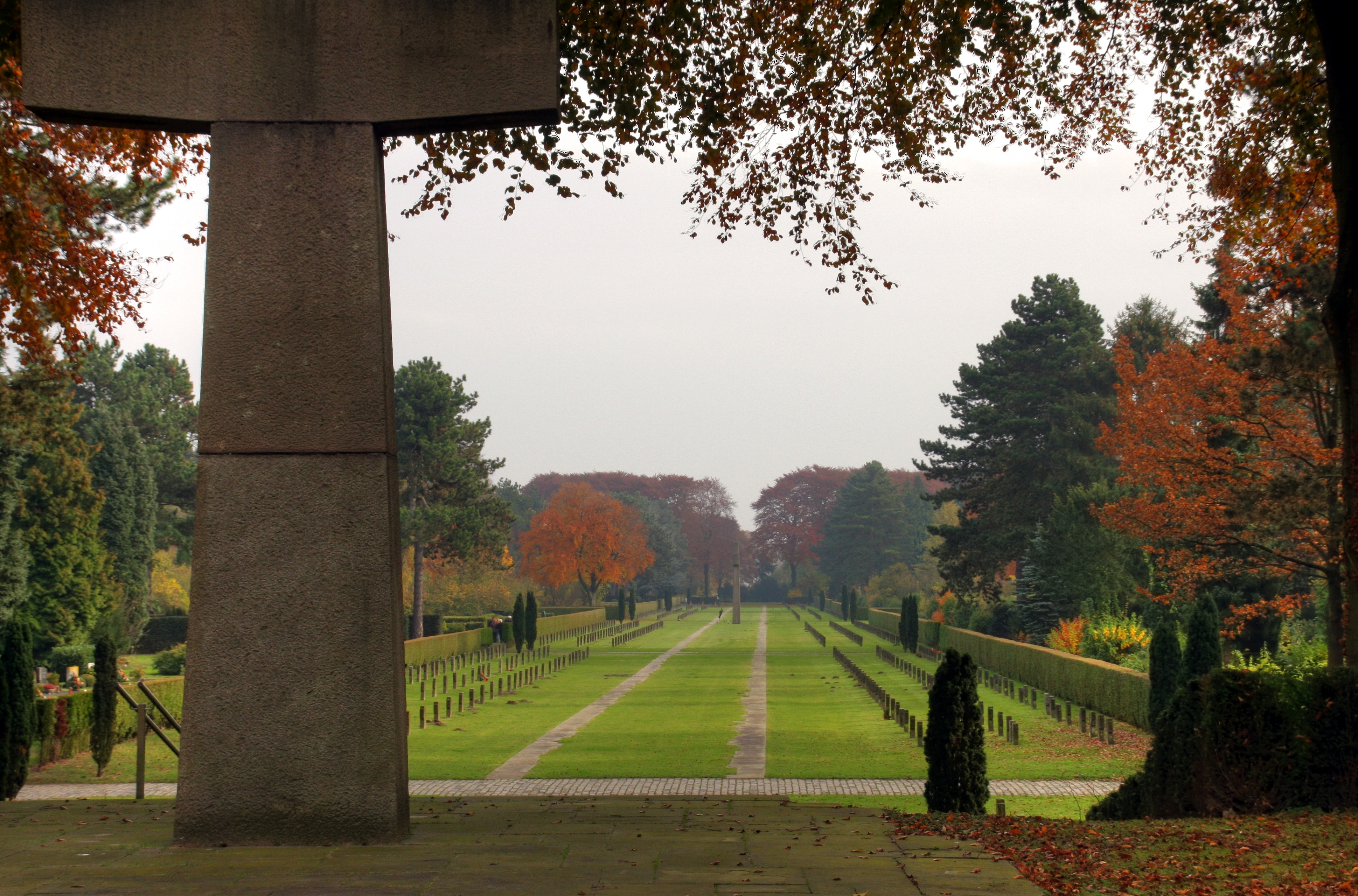
Hochkreuz und Kriegsgräber auf dem Kölner Südfriedhof

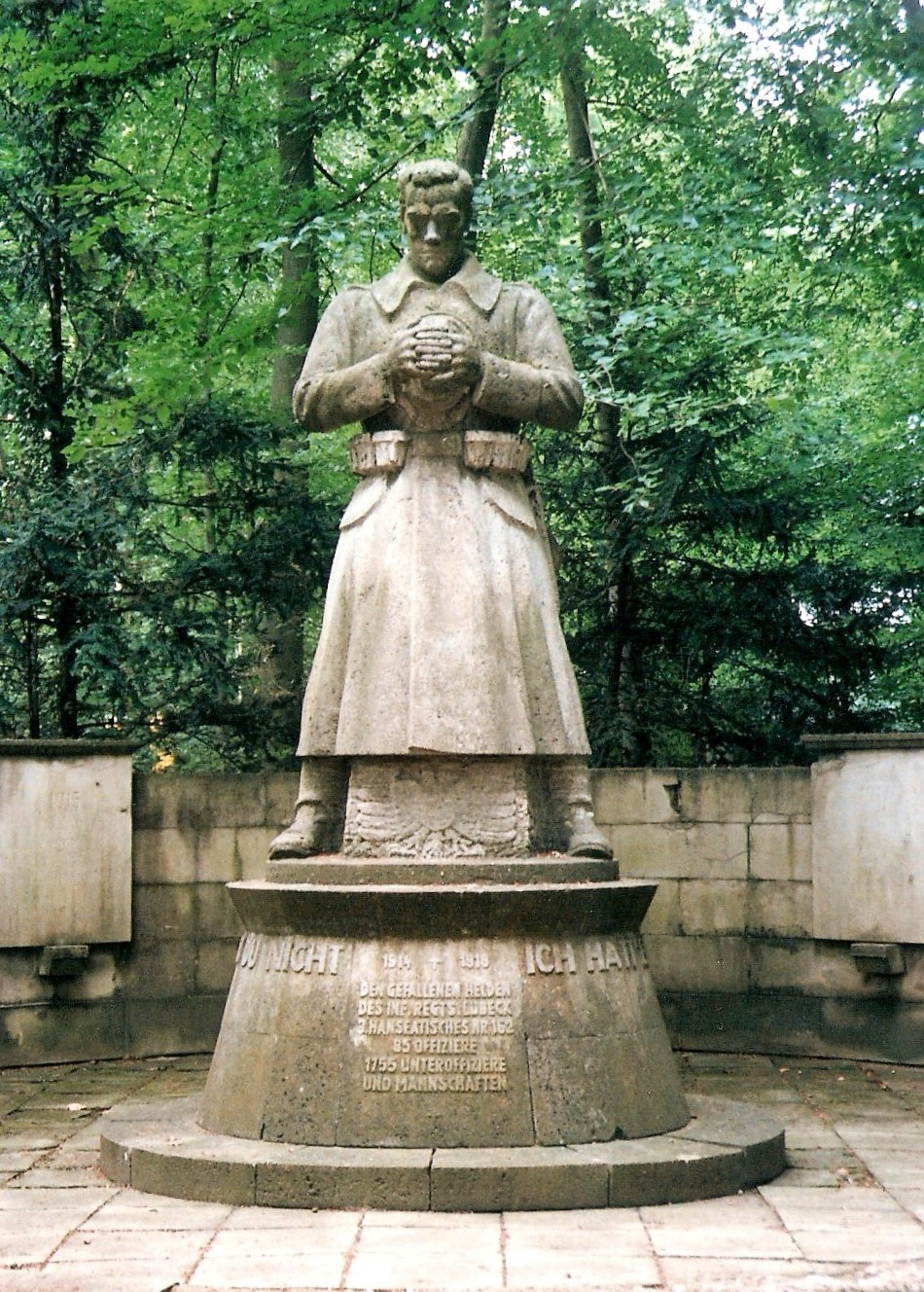
Statue Helm ab zum Gebet auf dem Ehrenfriedhof in Lübeck

## Internationale Rechtsgrundlage
Die Genfer Konventionen liefern heute international verbindliche Grundlagen für die Anlage und den Erhalt von Kriegsgräberstätten. Im Zusatzprotokoll von 1977 heißt es im Artikel 34 Sterbliche Überreste:

„Sterbliche Überreste von Personen, die im Zusammenhang mit einer Besetzung oder während eines durch Besetzung oder Feindseligkeiten verursachten Freiheitsentzugs verstorben sind, und von Personen, die keine Angehörigen des Staates waren, in dem sie infolge von Feindseligkeiten verstorben sind, werden geachtet; auch die Grabstätten aller dieser Personen werden nach Artikel 130 des IV. Abkommens geachtet, instand gehalten und gekennzeichnet […].“

## Soldatenfriedhöfe in Deutschland

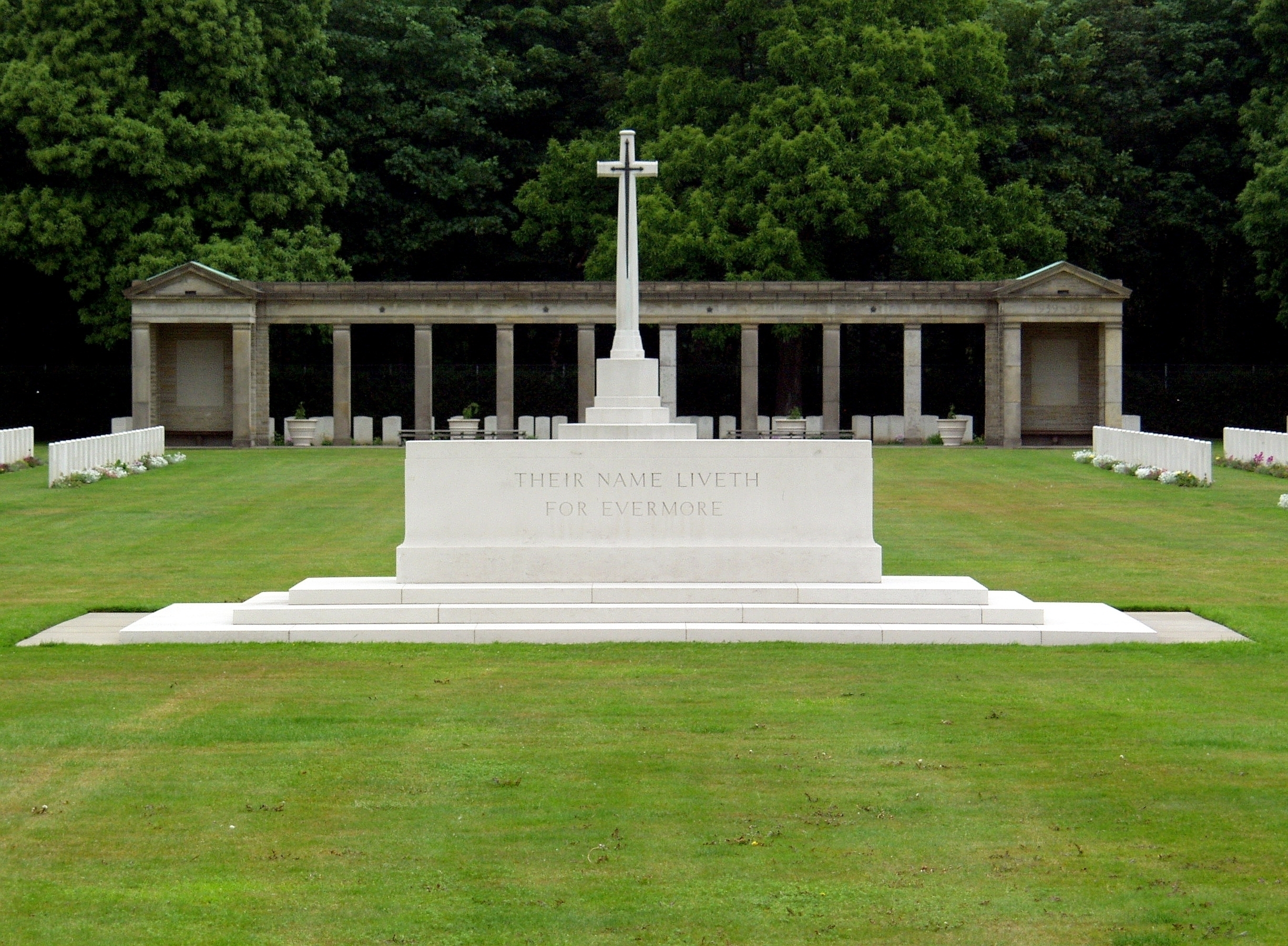
Britischer Soldatenfriedhof Rheinberg War Cemetery 1939–1945
Gedenkstein: „Their Name Liveth For Evermore“

### Gräber deutscher Soldaten

Kriegsgräberstätte Besch im Saarland

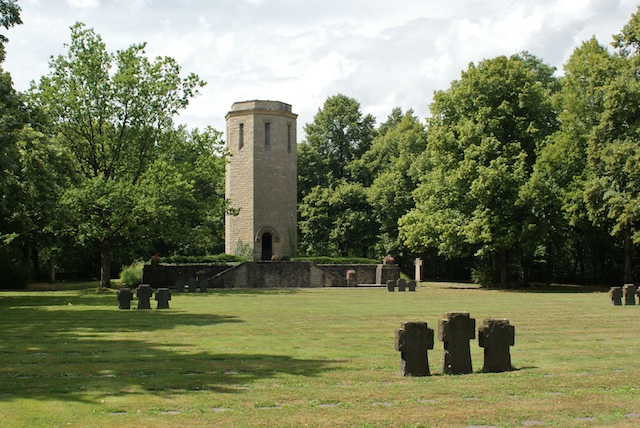
Kriegsgräberstätte Bitburg-Kolmeshöhe

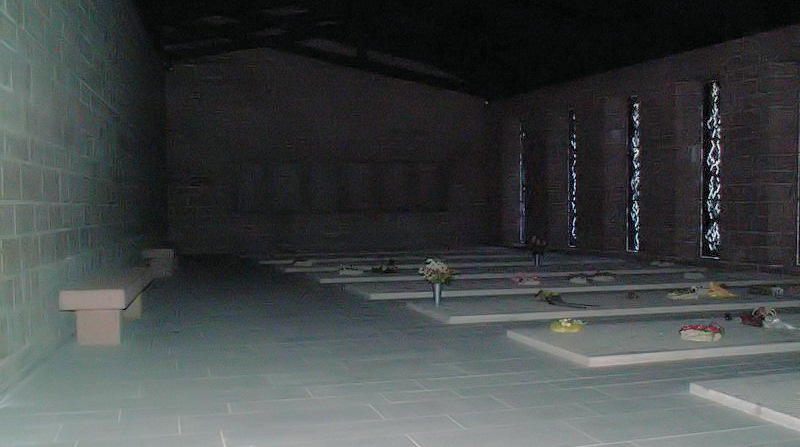
Deutscher Soldatenfriedhof nahe Rovaniemi, Finnland

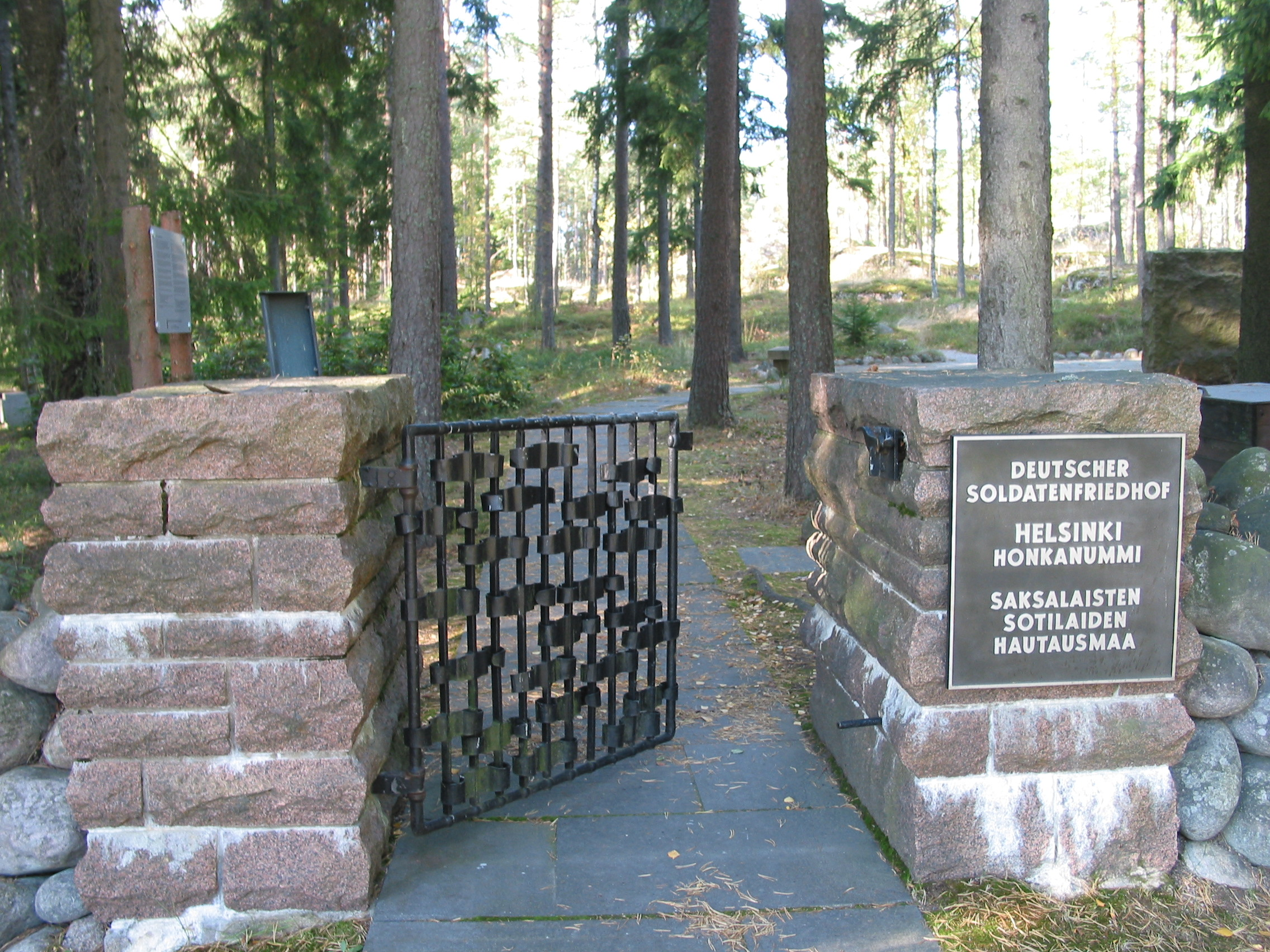
Deutscher Soldatenfriedhof in Vantaa nahe Helsinki, Finnland

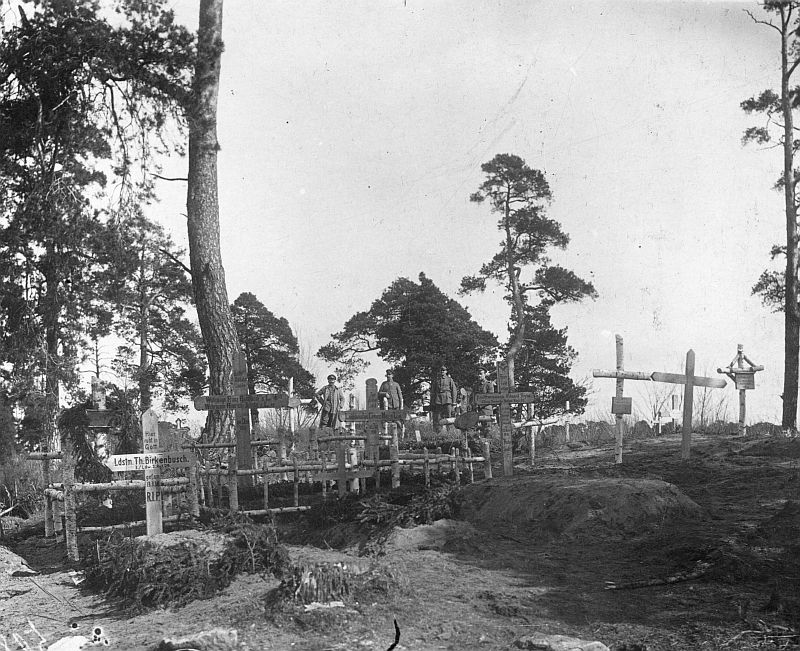
Deutscher Soldatenfriedhof während des Ersten Weltkriegs an der Ostfront, um 1916

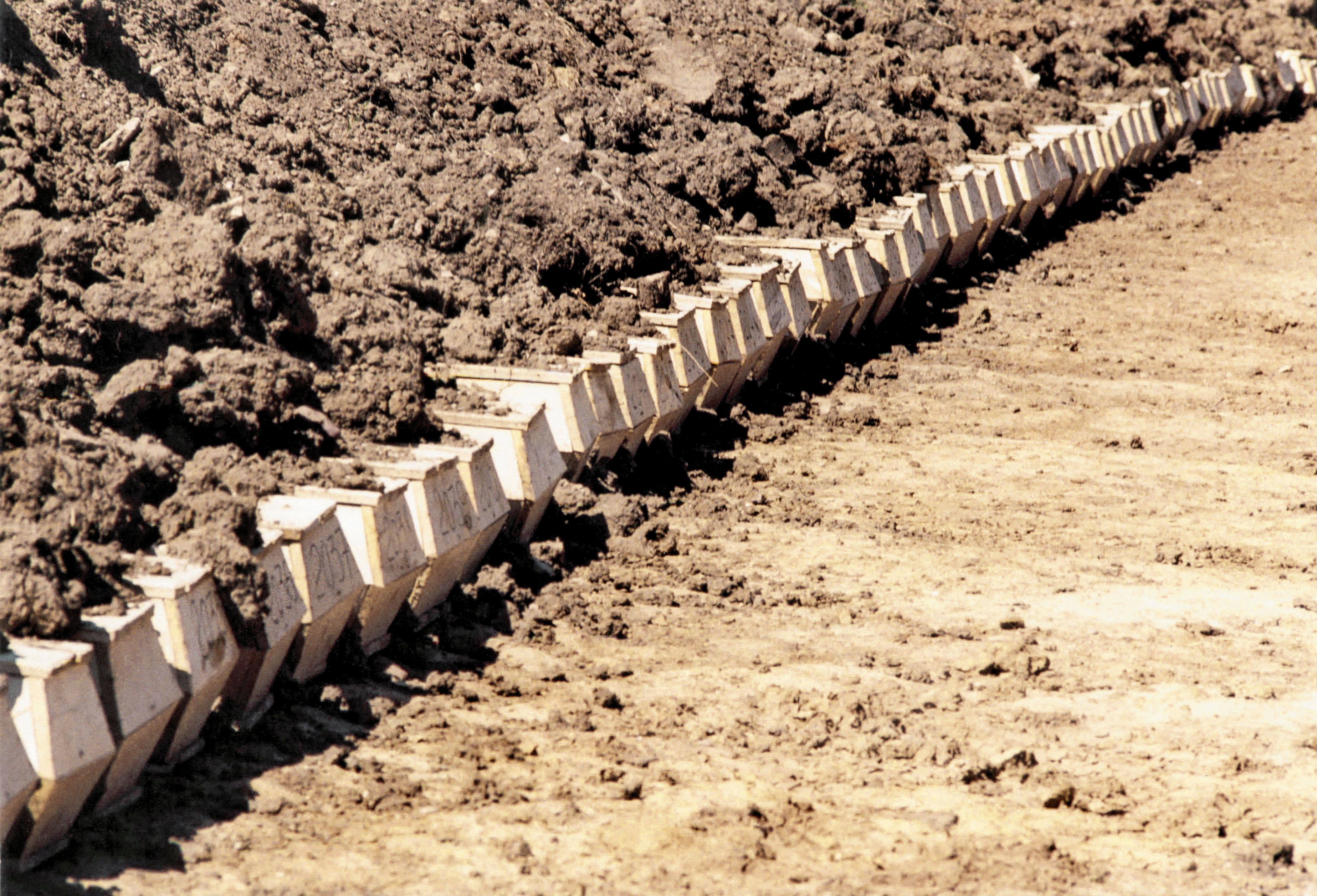
Noch nicht geschlossenes Massengrab auf dem vom VDK angelegten Deutschen Soldatenfriedhof Insterburg. Die kleinen Holzsärge mit den sterblichen Überresten deutscher Soldaten sind durchnummeriert, links beginnend mit „2035“ (Aufnahme von 1999)

In der Bundesrepublik Deutschland gilt seit 1952 das Gesetz über die Erhaltung der Gräber der Opfer von Krieg und Gewaltherrschaft (Gräbergesetz). Damit wurden die inländischen Kriegsgräberstätten in die Obhut der jeweiligen Gemeinden gestellt. Der Volksbund Deutsche Kriegsgräberfürsorge e. V. widmet sich im Auftrag der Bundesregierung der Aufgabe, die Gräber der deutschen Kriegstoten im Ausland zu erfassen, zu erhalten und zu pflegen.
Die meisten der zur Zeit des Ersten Weltkrieges in Soldatenfriedhöfen auf deutschem Boden Bestatteten starben in Lazaretten, bei Kampfhandlungen in den Grenzgebieten im Nordosten und Südwesten oder bei den ersten Bombenangriffen auf Westdeutschland. Kampfhandlungen fanden nur in vergleichsweise geringem Umfang zu Beginn des Krieges auf deutschem Territorium statt, und zwar in Ostpreußen und im Oberelsass (siehe Grenzschlachten#Erster Weltkrieg).
Im Zweiten Weltkrieg, besonders ab 1944, starben weit mehr deutsche Soldaten und Zivilisten auf dem Gebiet der heutigen Bundesrepublik Deutschland. Sie sind beispielsweise auf dem Waldfriedhof Halbe in Brandenburg, auf dem Hügel Golm auf Usedom, dem Soldatenfriedhof Obermarchtal (Baden-Württemberg) oder auf dem Ehrenfriedhof Eversberg in Nordrhein-Westfalen bestattet. Besonders bekannt wurde der Soldatenfriedhof Bitburg-Kolmeshöhe in der rheinland-pfälzischen Kreisstadt Bitburg durch den Besuch von Bundeskanzler Helmut Kohl und US-Präsident Ronald Reagan am 8. Mai 1985 und die „Bitburg-Kontroverse“.
Ein Teil der in beiden Weltkriegen gestorbenen deutschen Soldaten ist auf Gemeindefriedhöfen (→Kategorie:Friedhof in Deutschland) bestattet, oft in abgetrennten und als Soldatenfriedhof oder Ehrenfriedhof gekennzeichneten Bereichen, zum Beispiel auf dem Hauptfriedhof Dortmund, dem Friedhof Öjendorf in Hamburg oder dem Kölner Südfriedhof.

### Sowjetische Kriegsgräberstätten
In Deutschland existieren insgesamt 760.000 Gräber von Kriegstoten aus der Sowjetunion. Dies umfasst sowohl Einzelgräber auf Gemeindefriedhöfen als auch große Kriegsgräberstätten mit Zehntausenden von Toten. Die Mehrzahl stammt aus der Zeit des Zweiten Weltkrieges, den Jahren von 1940 bis 1945. Es handelt sich um Soldaten der Roten Armee, um sowjetische Kriegsgefangene oder um Opfer der Zwangsarbeit in der Zeit des Nationalsozialismus.

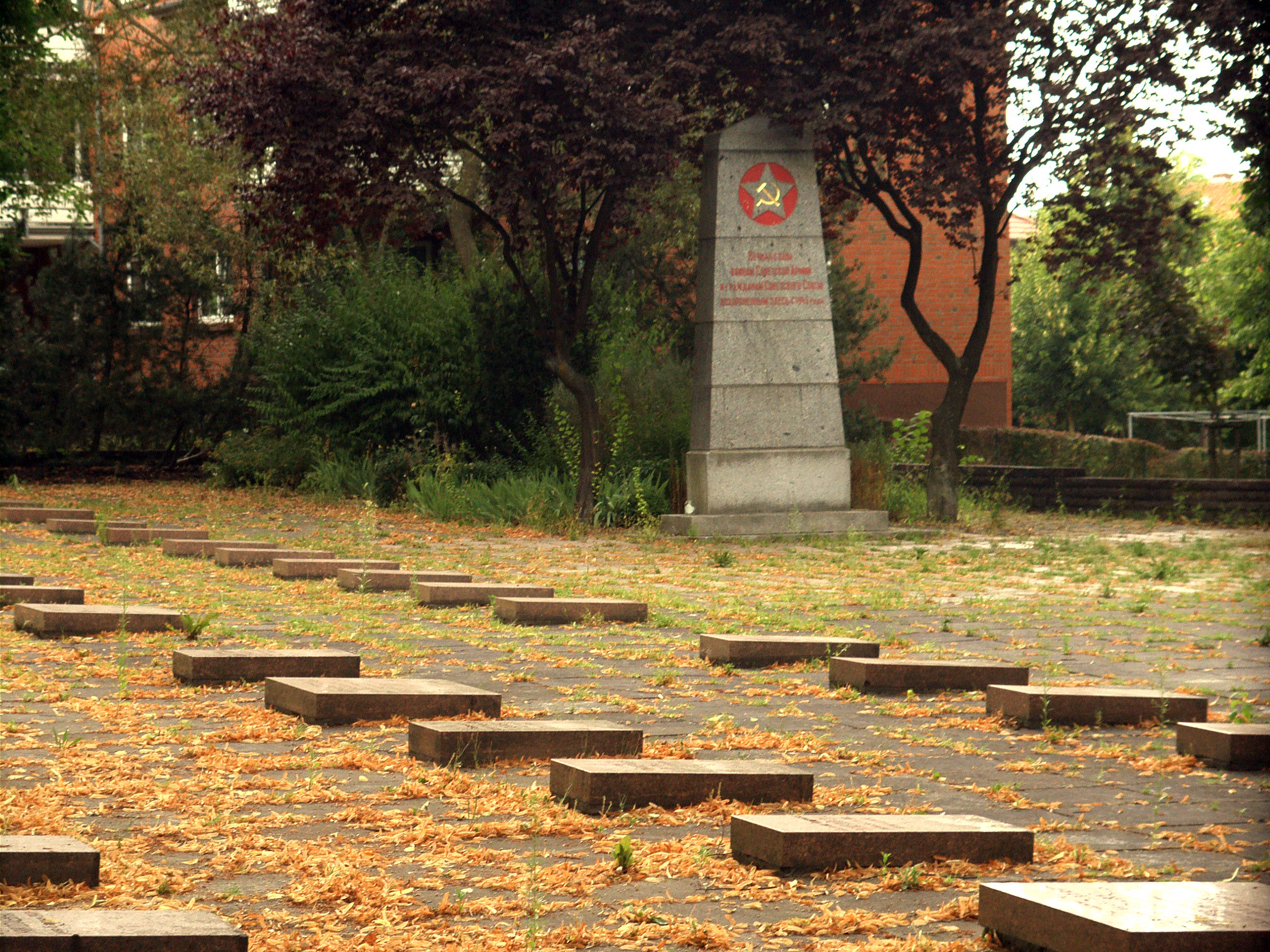
Sowjetischer Friedhof in Hagenow (Mecklenburg-Vorpommern)
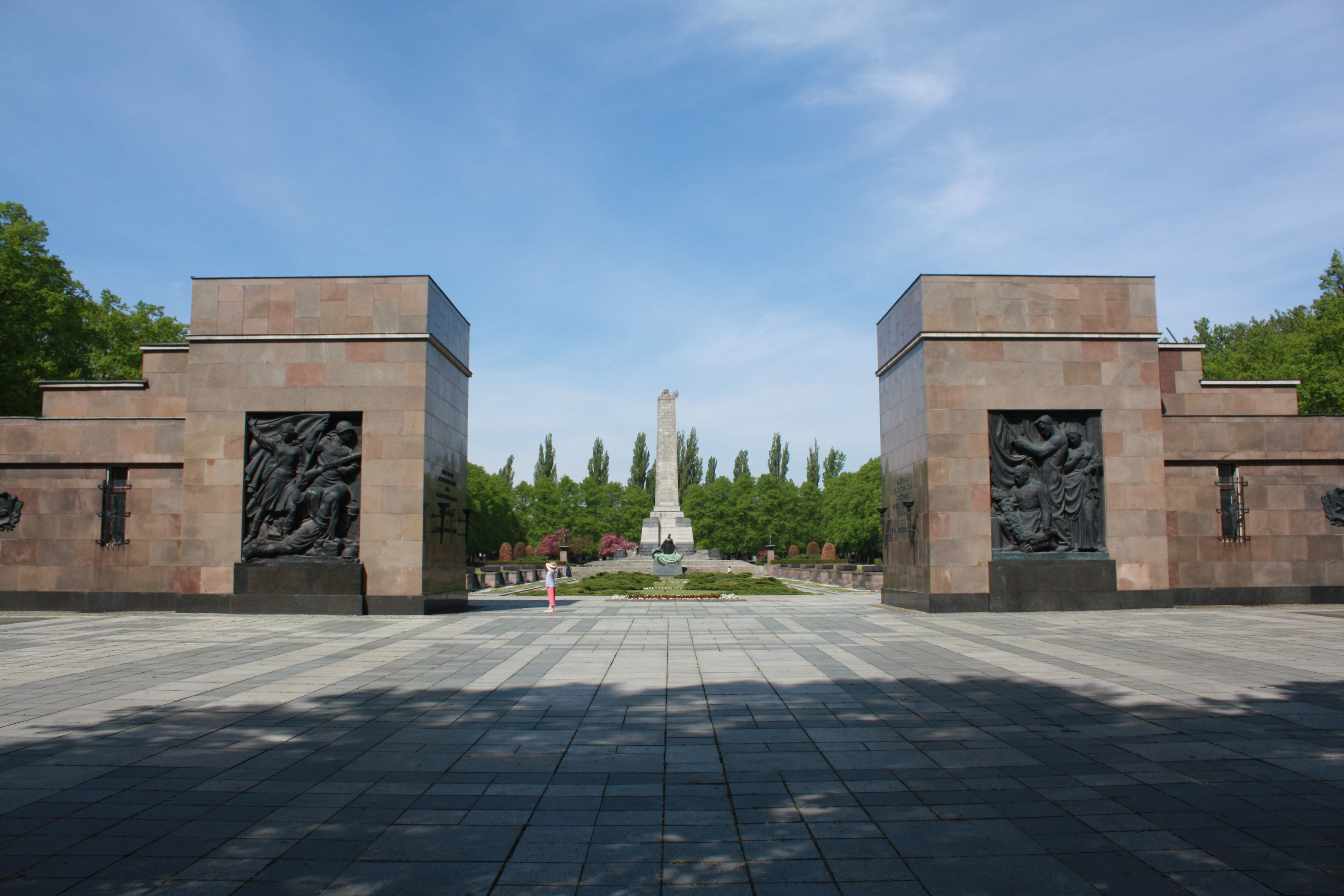
Sowjetisches Ehrenmal und Kriegsgräberstätte in Berlin-Schönholz

### Kriegsgräberstätten der Commonwealth War Graves Commission
- Becklingen War Cemetery Niedersachsen
- Berlin South-Western Cemetery Berlin
- Berlin War Cemetery Heerstrasse Berlin
- Celle War Cemetery Niedersachsen
- Cologne War Cemetery Nordrhein-Westfalen
- Durnbach War Cemetery Bayern
- Hamburg Cemetery Hamburg
- Kiel War Cemetery Schleswig-Holstein
- Hannover War Cemetery Niedersachsen
- Münster Heath War Cemetery Nordrhein-Westfalen
- Niederzwehren Cemetery Hessen
- Reichswald Forest War Cemetery Nordrhein-Westfalen
- Rheinberg War Cemetery Nordrhein-Westfalen
- Sage War Cemetery Niedersachsen
- Worms (Hochheim Hill) Cemetery Rheinland-Pfalz
- Zehrensdorf Indian Cemetery Brandenburg

### Weitere Kriegsgräberstätten
- Italienische Kriegsgräberstätte Hamburg-Öjendorf
- Südfriedhof (Köln): Italienischer Ehrenfriedhof
- Westhausen (Frankfurt am Main): Italienischer Ehrenfriedhof
- Osterholzer Friedhof (Bremen): Ehrenfeld für niederländische Kriegsopfer

## Gräber in Österreich

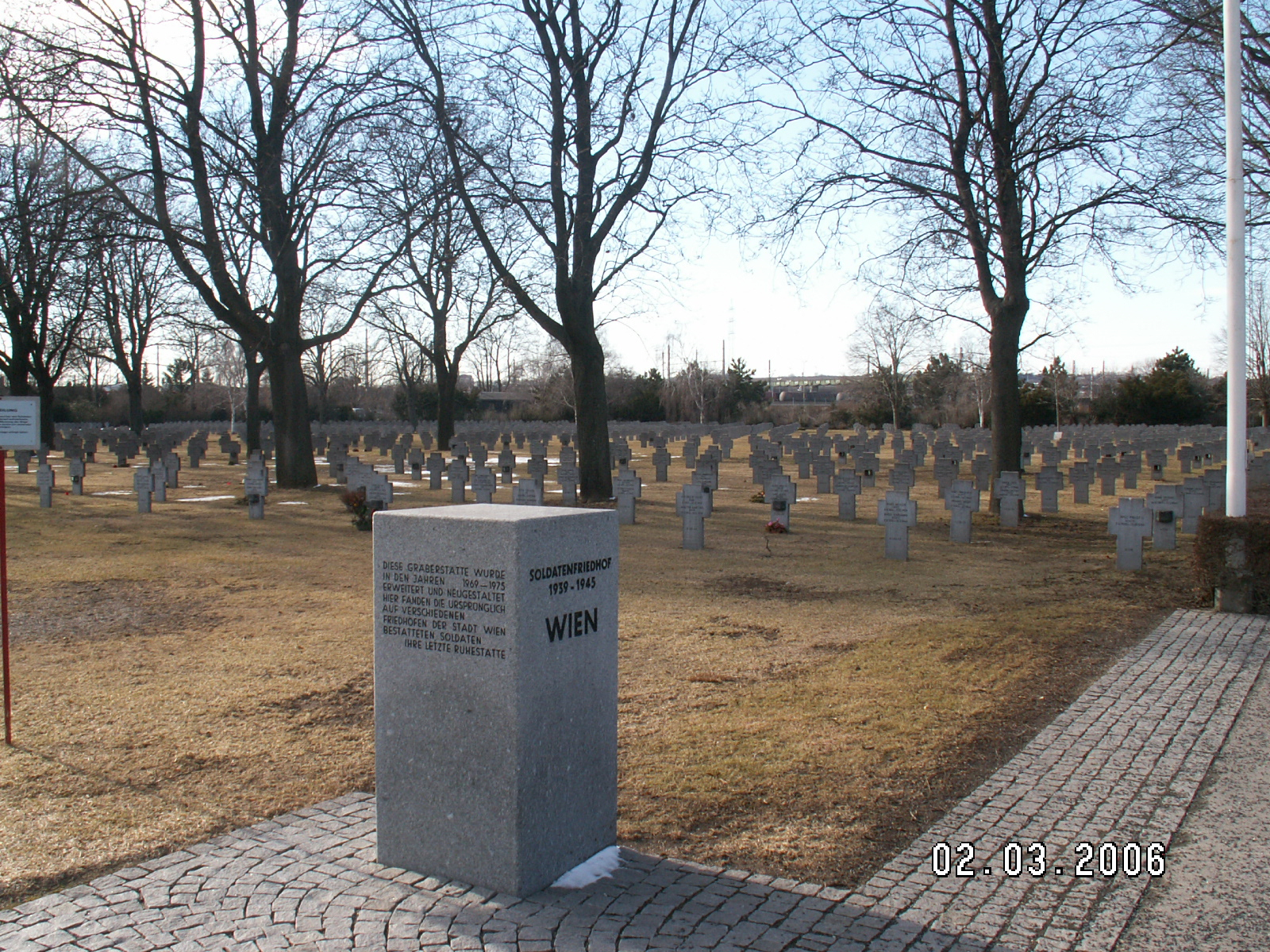
Soldatenfriedhof am Wiener Zentralfriedhof

In Österreich fällt die dauernde Erhaltung von Soldatenfriedhöfen auf österreichischem Staatsgebiet nach dem Kriegsgräbergesetz aus dem Jahr 1948 dem Bund zu. Aber bereits nach dem Ersten Weltkrieg wurde im Friedensvertrag von St. Germain en Laye im Artikel 171 und 172 geregelt, dass die Grabstellen der Heeres- und Marineangehörigen, von der jeweiligen Regierung, auf deren Staatsgebiet sie liegen, mit Achtung zu behandeln und zu erhalten sind.
Nach dem Zweiten Weltkrieg wurde das Thema erst im Österreichischen Staatsvertrag im Jahr 1955 geregelt. Dabei sind nicht nur Soldaten, sondern auch alle zivilen Personen, die zwangsweise nach Österreich gebracht wurden, inkludiert.
Die Pflege sowohl der Friedhöfe als auch einzelner Gräber übernahm das Österreichische Schwarze Kreuz, das diese auch im Ausland betreut.

## Situation in anderen Ländern

### Gräber deutscher Soldaten
Der Volksbund Deutsche Kriegsgräberfürsorge übernimmt im Auftrag der Bundesregierung die Pflege von Friedhöfen im Ausland, auf denen deutsche Soldaten beerdigt sind. Deutschland hat dazu mit zahlreichen Staaten bilaterale Abkommen geschlossen. In 100 Ländern der Welt befinden sich deutsche Kriegsgräber, der Volksbund betreut insgesamt zwei Millionen Kriegsgräber in 44 Staaten.
Der größte ausländische Friedhof für deutsche Soldaten ist der Soldatenfriedhof des Zweiten Weltkrieges in Sologubowka bei Sankt Petersburg mit 56.416 bestatteten Gefallenen. Große Friedhöfe für deutsche Soldaten des Zweiten Weltkrieges in West- und Südeuropa sind:
- in Belgien der Soldatenfriedhof Menen mit 47.911 bestatteten Gefallenen
- in den Niederlanden die Kriegsgräberstätte Ysselsteyn bei Venray mit 31.598 bestatteten Gefallenen
- in Italien der Deutsche Soldatenfriedhof Futapass mit 30.683 bestatteten Gefallenen

Weitere bekannte Soldatenfriedhöfe sind etwa der Deutsche Soldatenfriedhof Langemark in Belgien für 44.304 deutsche Soldaten, die im Ersten Weltkrieg fielen, der Soldatenfriedhof Lommel, ebenfalls in Belgien, mit 39.102 bestatteten Gefallenen, der kleine Deutsche Soldatenfriedhof in Nazareth in Israel für 261 deutsche Soldaten aus dem Ersten Weltkrieg, die Kriegsgräberstätte Bordj Cedria in Tunesien mit den 8.562 deutschen Toten des Tunesien-Feldzuges 1942–1943 und der Deutsche Soldatenfriedhof Maleme auf Kreta mit 4.465 Toten, hauptsächlich Gefallene der Luftlandeschlacht um Kreta. Etwa 9.900 deutsche Gefallenen in Griechenland wurden auf dem Deutschen Soldatenfriedhof Dionyssos-Rapendoza nahe Athen beigesetzt.
Zahlreiche deutsche Soldaten sind auch in internationalen Soldatenfriedhöfen und Gedenkstätten bestattet, viele Opfer der Schlacht um Verdun (1916) etwa im Beinhaus von Douaumont. Das südlichste deutsche Soldatengrab liegt auf den Kerguelen im südlichen Indischen Ozean.

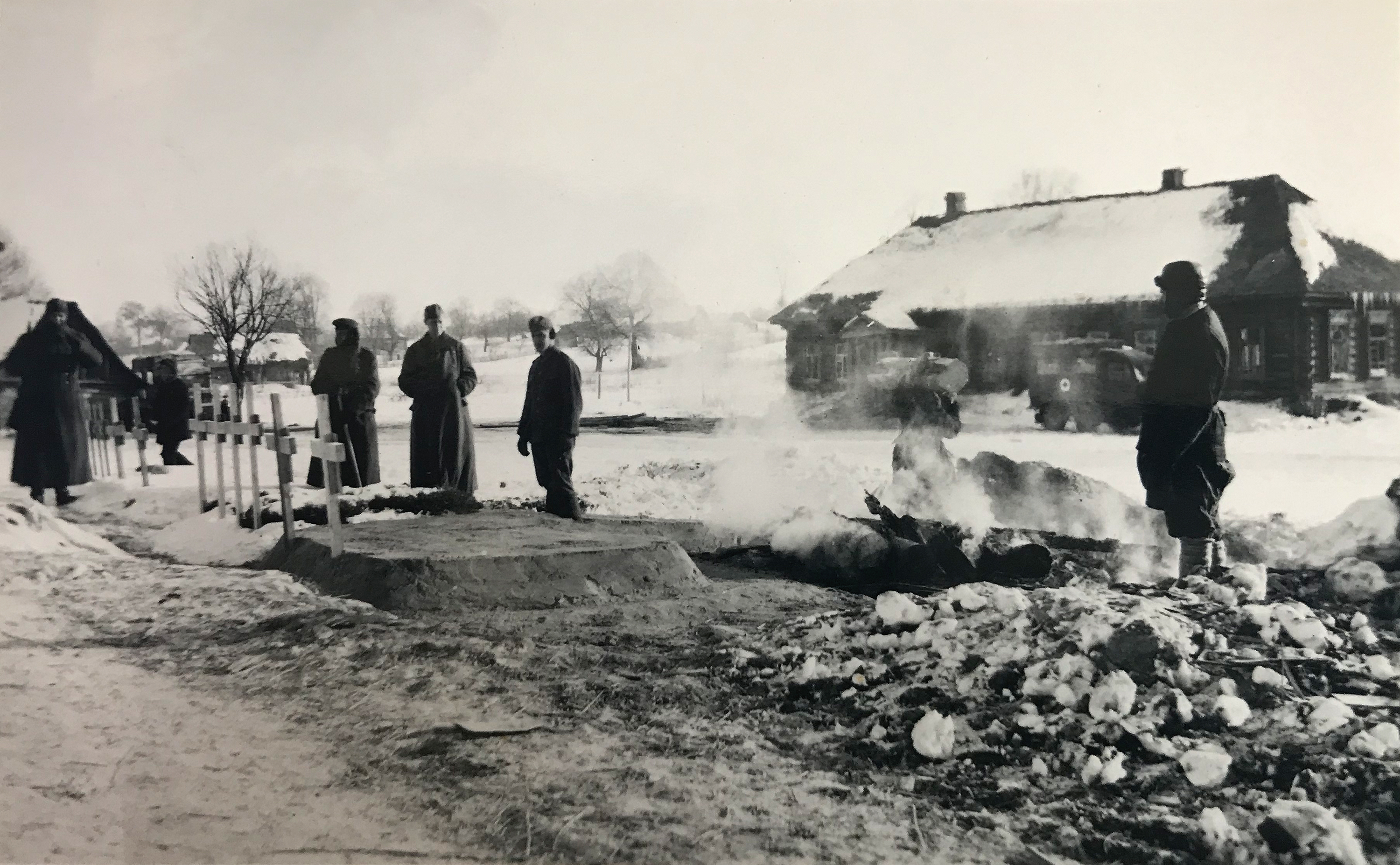
Deutscher Feldfriedhof (Sowjetunion). Um das Graben in dem gefrorenen Boden zu ermöglichen, wurden zuvor über den Grabstellen Feuer angezündet.
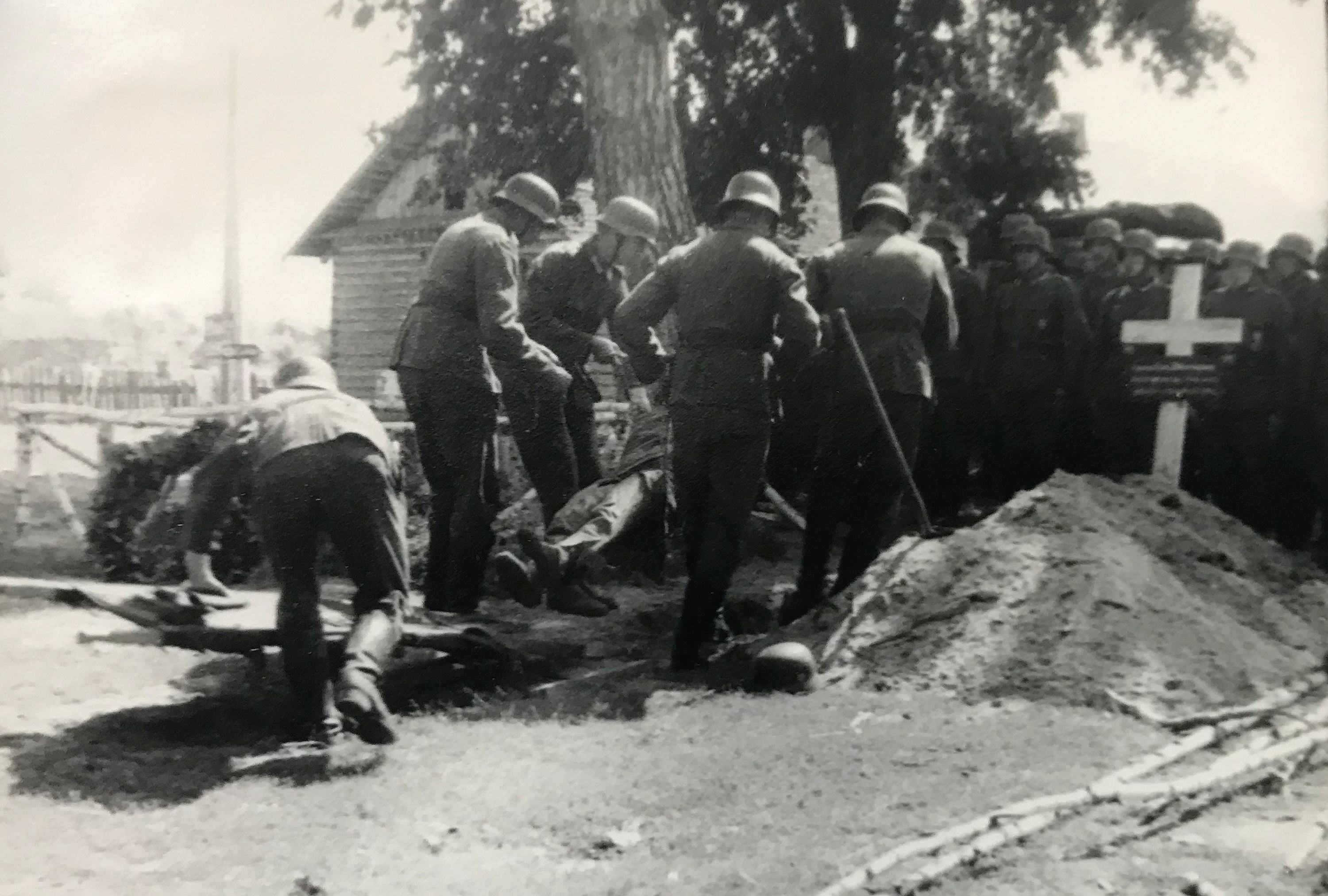
Deutscher Feldfriedhof (Sowjetunion). Beerdigung eines gefallenen Leutnants
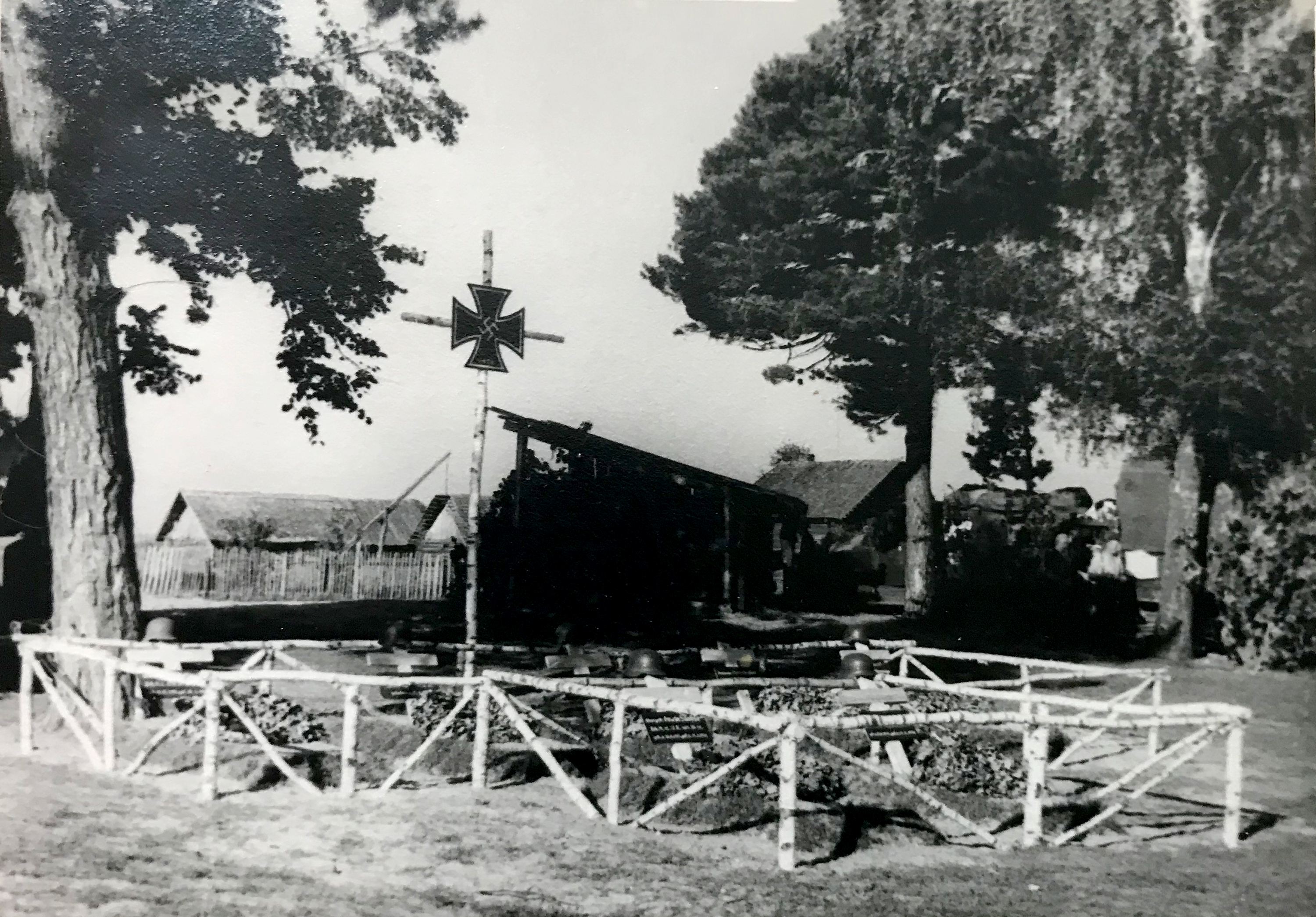
Deutscher Feldfriedhof (Sowjetunion bei „Schazilki“(??))
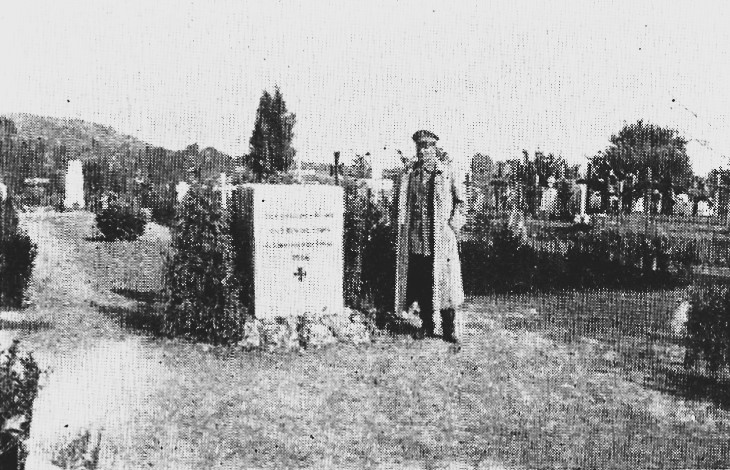
Friedhof des IX. RK am nördlichen Rand Noyons (1914)

### Frankreich, Belgien, Niederlande und Luxemburg
Insbesondere in Frankreich und Belgien (z. B. Soldatenfriedhof Lommel) bestehen große Soldatenfriedhöfe, auf denen Soldaten sowohl der Mittelmächte als auch aus dem Bereich des britischen Commonwealth und den Vereinigten Staaten begraben liegen, die in beiden Weltkriegen dort gefallen sind (vgl. Gedenken an die Operation Overlord).
Zahlreiche Soldatenfriedhöfe aus dem Ersten Weltkrieg finden sich um Verdun, an der Somme, der Ainse (alle in Frankreich) und bei Ypern in Belgien. In Großbritannien gründete sich 1914 die Commonwealth War Graves Commission; ihr erster Präsident wurde Edward, Prince of Wales (der spätere König Eduard VIII.). Das deutsche Pendant, der Volksbund Deutsche Kriegsgräberfürsorge, wurde im Dezember 1919 gegründet. Auch das Österreichische Schwarze Kreuz wurde 1919 gegründet. Der US-Kongress errichtete im März 1923 per Gesetz die American Battle Monuments Commission.
Auf dem niederländischen Soldatenfriedhof Ysselsteyn, wo 32.000 Kriegstote des Zweiten Weltkrieges begraben sind, liegen alle in den Niederlanden gefallenen deutschen Soldaten. Die im Nordwesten Frankreichs und auf den Kanalinseln gefallenen deutschen Soldaten liegen auf dem Soldatenfriedhof Mont d’Huisnes. In Andilly liegen 33.000 im Nordosten gefallene deutsche Soldaten des Zweiten Weltkrieges.
In Luxemburg sind auf dem Soldatenfriedhof Sandweiler 10.913 deutsche Soldaten bestattet. Mit Ausnahme des unter Denkmalschutz stehenden Garnisonsfriedhofs Clausen, auf dem sich 459 Soldatengräber befinden, sind hier alle in Luxemburg gefallenen deutschen Soldaten begraben.

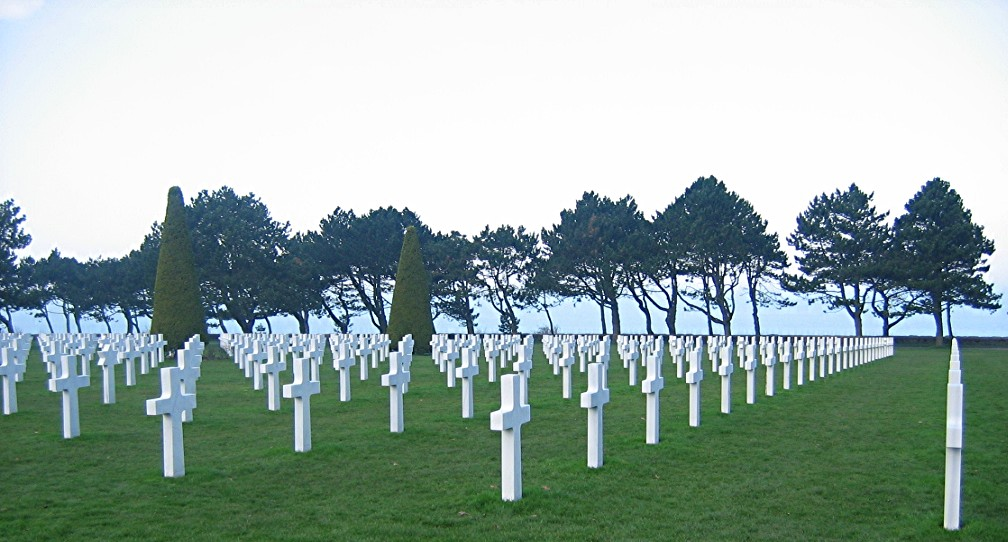
World War II Normandy American Cemetery and Memorial, US-Soldatenfriedhof in Colleville-sur-Mer (Normandie)
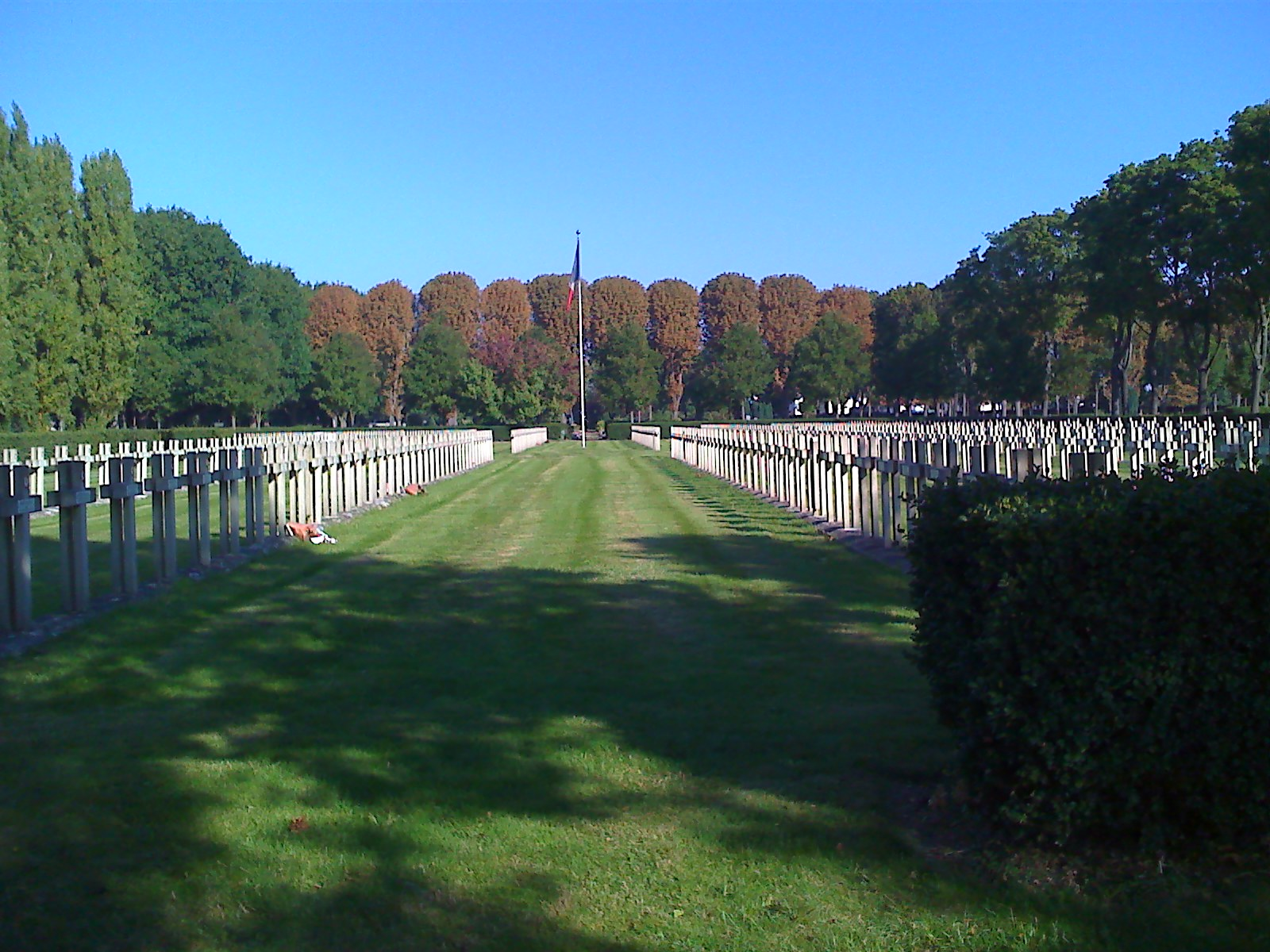
Division militaire des Pariser Friedhofs Thiais
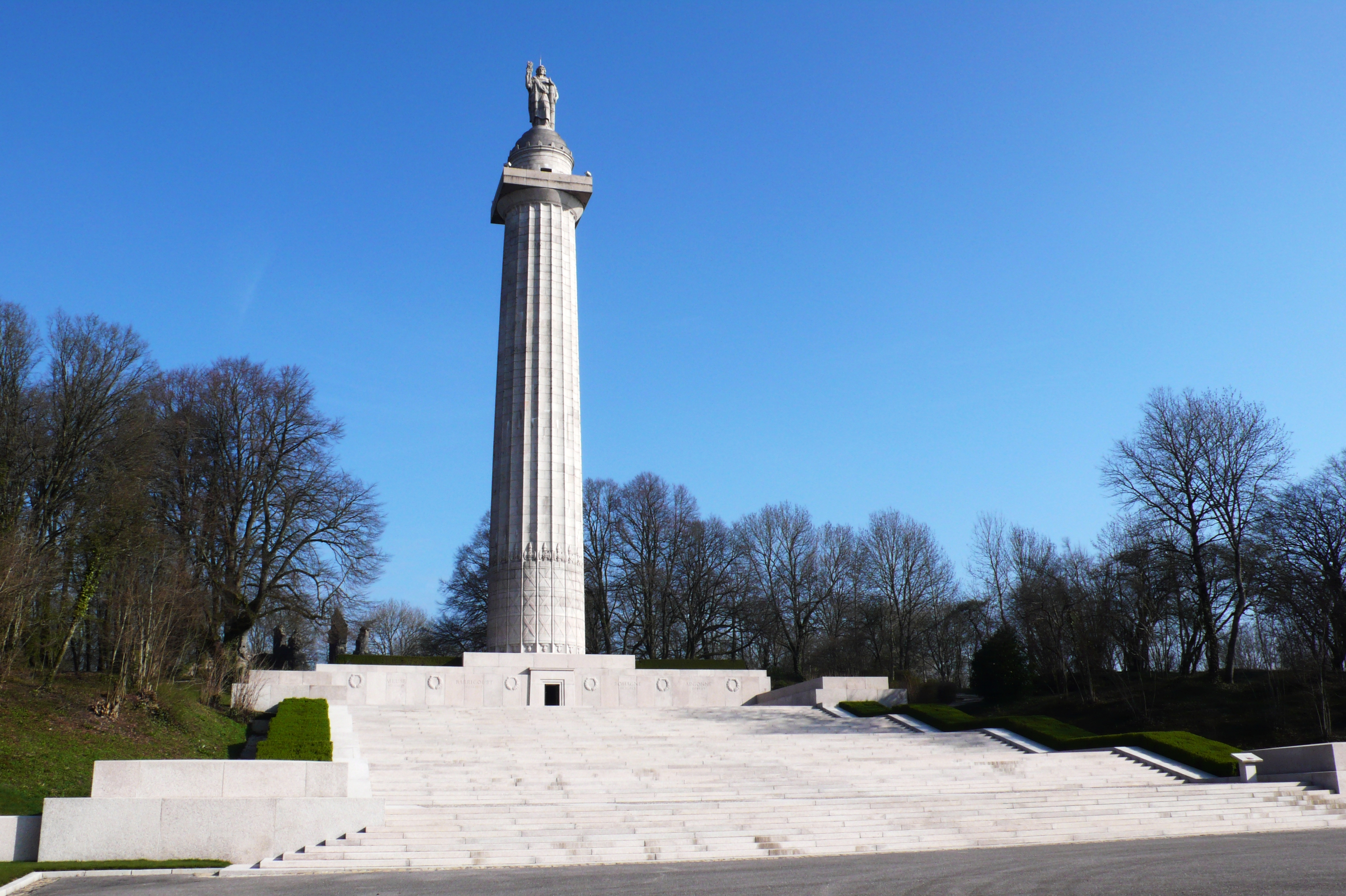
Montfaucon bei Verdun – American Monument – Soldatenfriedhof des Ersten Weltkrieges

### Vereinigte Staaten

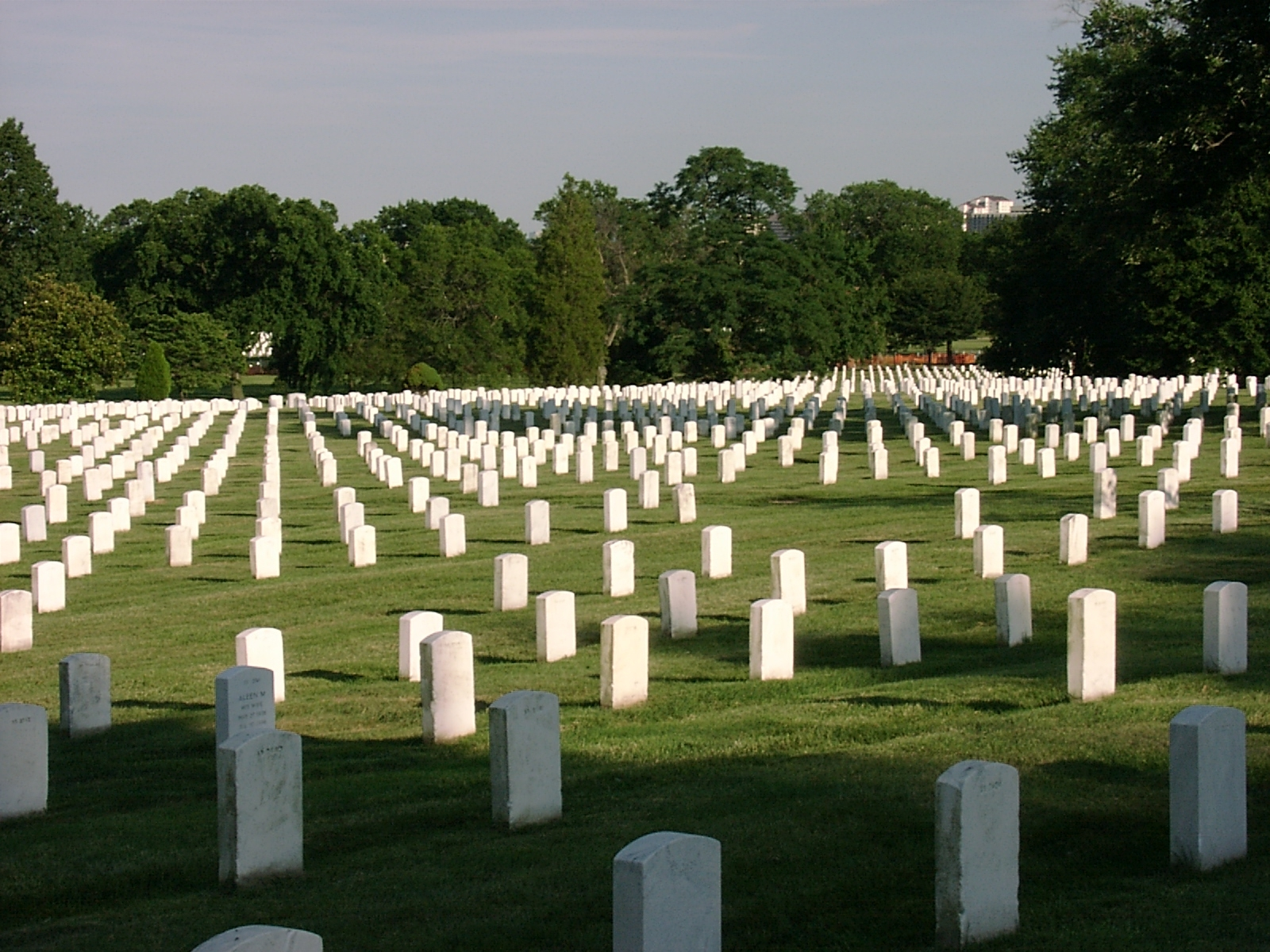
Nationalfriedhof der Vereinigten Staaten in Arlington, Virginia

Seit dem Zweiten Weltkrieg werden gefallene US-Soldaten möglichst zurück in die USA überführt. Amerikanische Soldaten werden entweder, je nach Wunsch der Angehörigen, in ihrem Heimatort oder auf einem der 139 United States National Cemeteries (Nationalfriedhöfe der Vereinigten Staaten) beigesetzt.
Besonders wird darauf geachtet, dass Soldaten, die auf dem Territorium gegnerischer Staaten zu Tode kamen, nicht auf diesem Territorium endgültig ihre letzte Ruhe finden. Auf den Territorien der Staaten, mit denen die USA in den Weltkriegen verbündet waren bzw. die neutral waren, gibt es hingegen US-amerikanische Kriegsgräberstätten. Auf dem Cambridge American Cemetery and Memorial westlich der Universitätsstadt Cambridge in England ruhen insgesamt 3812 gefallene US-amerikanische Soldaten, die im Zweiten Weltkrieg in Frankreich, Italien und Nordafrika ihr Leben lassen mussten.
Nach der Ardennenschlacht des Zweiten Weltkriegs wurden US-amerikanische Soldaten, die knapp östlich der deutschen Westgrenze gefallen waren, dauerhaft auf Friedhöfen in den Niederlanden, Belgien und Luxemburg beigesetzt.

### Dänemark
Auf dänischem Boden ruhen (Stand 1966) 24.204 deutsche Kriegstote, darunter 14.757 Flüchtlinge. Diese wurden auf 479 verschiedenen Friedhöfen bestattet.
1962 schlossen Dänemark und Deutschland ein deutsch-dänisches Kriegsgräber-Abkommen. Es sah vor, viele der Toten „zum Zwecke der besseren Überwachung und Pflege der Gräber“ auf 30 Friedhöfe umzubetten, auf denen die meisten ruhen. Als die Umbettung 1965/66 beginnen sollte, kam es zu einer Kontroverse.

## Fotoprojekt: „The War Graves Photographic Project“

Symbolbild – Der ewige Friede – Soldatenwandgrabplatte

„The War Graves Photographic Project“ hatte zunächst das Ziel, in Zusammenarbeit mit dem CWGC (Commonwealth War Graves Commission) jedes einzelne Kriegsgrab und Denkmal zu fotografieren. Dies fand großen Zuspruch; man entschloss sich, Kriegsgräber aller Nationalitäten zu fotografieren und sie in einer Datenbank auffindbar zu machen. Im März 2012 enthielt sie über 1,7 Millionen Fotos.